# Ferdinand Tobias Richter
Ferdinand Tobias Richter (Würzburg, 22 de juliol de 1651 - Viena, 3 de novembre de 1711) fou un compositor i organista del Barroc.
El 1683 era organista de la cort i mestre de música de la família imperial. (1692), fou un notable organista. Pachelbel li dedicà, ensems que a  Buxtehude, el seu Hexacordon Apollinis.
Les seves obres no tenen gaire valor, però s'han conservat en manuscrits molt nombrosos:
2 cantates dramàtiques;
5 drames sacres;
2 oratoris;
1 Magnificat;
1 volum d'himnes;
1 sonata a set parts;
diversos balls,
una sèrie de Suites
i tocates per a piano i orgue.
Una selecció d'aquestes obres van aparèixer amb d'altres de Poglietti i de Reutter en el Denkmiäler der Tonkunst in Olsterreich (volum XIII, 2)